# Vandeleuria nolthenii
Espèce
Statut de conservation UICN

 EN B1ab(iii) : En danger
Vandeleuria nolthenii est une espèce de rongeurs de famille des Muridaeet du genre Vandeleuria, endémique du Sri Lanka. L'Union internationale pour la conservation de la nature la considère comme « en danger » sur sa liste rouge.

## Distribution

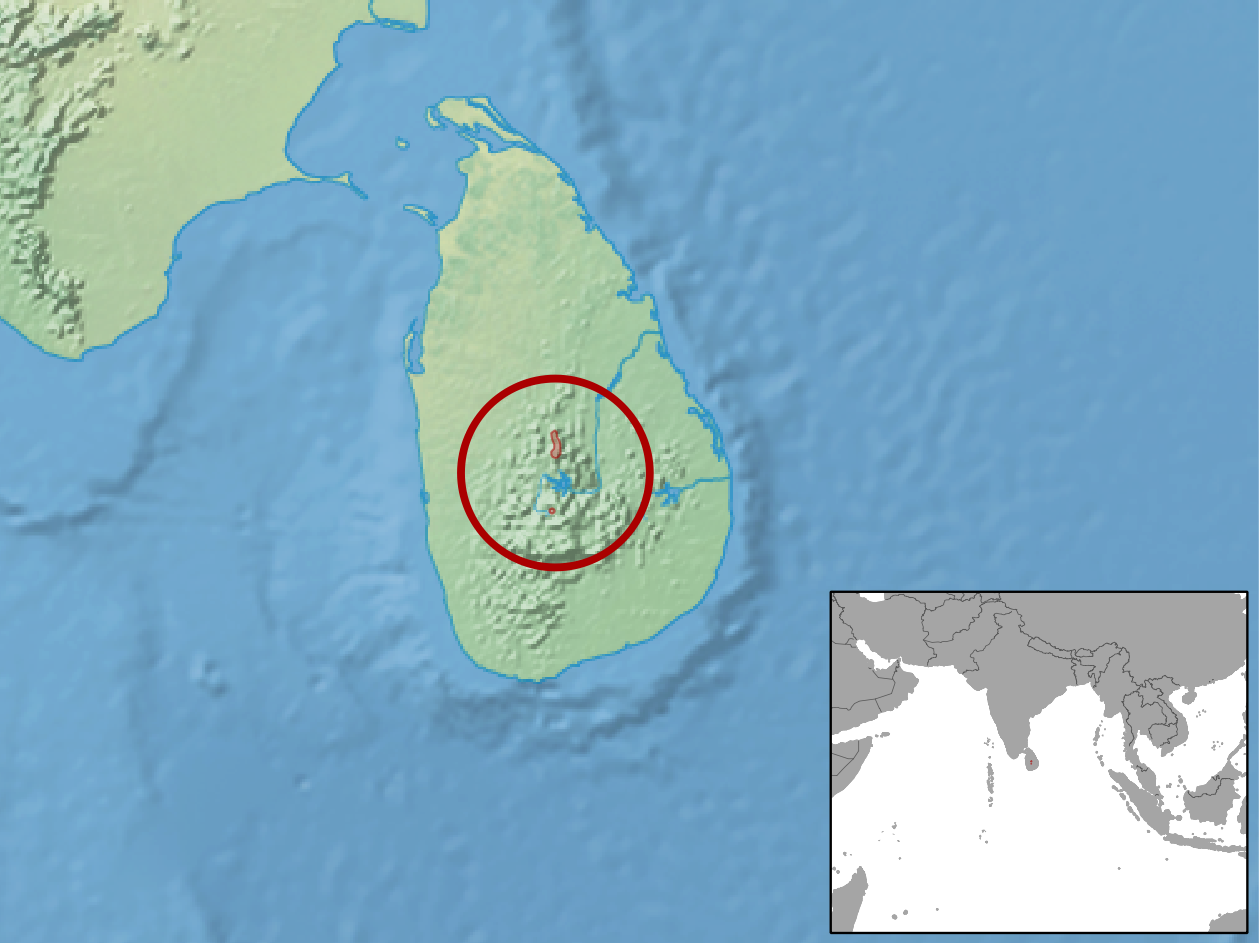
Répartition de l'espèce.

L'espèce est endémique des massifs du centre du Sri Lanka.

## Menaces
L'Union internationale pour la conservation de la nature la distingue comme  espèce « en danger » (EN) sur sa liste rouge.